# St. Georgen in der Klaus
St. Georgen in der Klaus ist eine Ortschaft und eine Katastralgemeinde der Statutarstadt Waidhofen an der Ybbs in Niederösterreich.

## Geschichte
Laut Adressbuch von Österreich waren im Jahr 1938 in St. Georgen ein Binder, drei Gastwirte, drei Mühlen, ein Sägewerk, ein Schmied, zwei Schuster, ein Tischler, drei Viehhändler, ein Wagner und zahllose Landwirte ansässig.

## Siedlungsentwicklung
Zum Jahreswechsel 1979/1980 befanden sich in der Katastralgemeinde St. Georgen in der Klaus insgesamt 166 Bauflächen mit 61.565 m² und 74 Gärten auf 243.131 m², 1989/1990 waren es 163 Bauflächen. 1999/2000 war die Zahl der Bauflächen auf 310 angewachsen und 2009/2010 waren es 206 Gebäude auf 357 Bauflächen.

## Landwirtschaft
Die Katastralgemeinde ist landwirtschaftlich geprägt. 732 Hektar wurden zum Jahreswechsel 1979/1980 landwirtschaftlich genutzt und 246 Hektar waren forstwirtschaftlich geführte Waldflächen. 1999/2000 wurde auf 682 Hektar Landwirtschaft betrieben und 294 Hektar waren als forstwirtschaftlich genutzte Flächen ausgewiesen. Ende 2018 waren 678 Hektar als landwirtschaftliche Flächen genutzt und Forstwirtschaft wurde auf 282 Hektar betrieben. Die durchschnittliche Bodenklimazahl von St. Georgen in der Klaus beträgt 27 (Stand 2010).

## Kultur und Sehenswürdigkeiten
- Katholische Pfarrkirche St. Georgen in der Klaus